# Stefan Wolf (Fussballspieler, 1998)
Stefan «Goofy» Wolf (* 20. Oktober 1998 in Morschach) ist ein Schweizer Fussballspieler.

## Karriere

### Verein
Bereits mit 17 Jahren wechselte Wolf aus der U-17-Mannschaft des FC Luzern in die U-21. Sein erstes Spiel dort bestritt er am 8. August 2015 beim 6:0-Sieg gegen den FC Bern.
Als die beiden Spieler Idriz Voca und Remo Arnold für das Trainingslager des FC Luzern im Januar 2018 grippekrank ausfielen, rückte der junge Wolf nach und durfte mit den Profis mitfahren. Im ersten Spiel mit den Profis gegen Feyenoord Rotterdam gelang ihm dann auch gleich das erste Tor. Am 7. März 2018 unterschrieb Wolf seinen ersten Profivertrag mit dem FC Luzern bis 2020. Daraufhin folgte sein erster Super-League-Einsatz am 7. April 2018 bei der 0:1-Auswärtsniederlage beim FC Thun.
Im Sommer 2019 wurde Wolf bis Ende Juni 2020 an den FC Chiasso in die Challenge League ausgeliehen.

### Spezielles
Wolf trägt auf seinem Trikot den Namen «G. Wolf» aufgrund seines Spitznamens «Goofy», den er bereits seit Kindesalter trägt.